# Атюр
Атю́р (фр. Atur) — коммуна во Франции, находится в регионе Аквитания. Департамент — Дордонь. Входит в состав кантона Иль-Мануар. Округ коммуны — Перигё.
Код INSEE коммуны — 24013.

## География

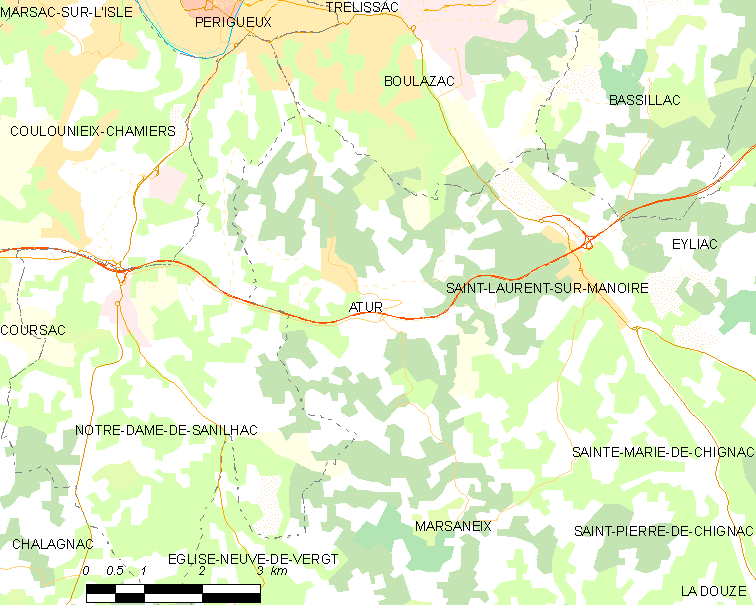
Карта коммуны

Коммуна расположена приблизительно в 430 км к югу от Парижа, в 110 км восточнее Бордо, в 6 км к юго-востоку от Перигё.

### Климат
Климат умеренный океанический со средним уровнем осадков, которые выпадают преимущественно зимой. Лето здесь долгое и тёплое, однако также довольно влажное, здесь не бывает регулярных периодов летней засухи. Средняя температура января — 5 °C, июля — 18 °C. Изредка вследствие стечения неблагоприятных погодных условий может наблюдаться непродолжительная засуха или случаются поздние заморозки. Климат меняется очень часто, как в течение сезона, так и год от года.

## Население
Население коммуны на 2010 год составляло 1787 человек.
| 1962 | 1968 | 1975 | 1982 | 1990 | 1999 | 2010 |
| ---- | ---- | ---- | ---- | ---- | ---- | ---- |
| 517  | 560  | 836  | 1082 | 1248 | 1490 | 1787 |

## Администрация
| Период | Период | Фамилия        | Партия                  | Примечания |
| ------ | ------ | -------------- | ----------------------- | ---------- |
| 1947   | 1953   | Луи-Роже Марти |                         |            |
| 1953   | 1971   | Жозеф Жювеналь |                         |            |
| 1971   | 1983   | Жак Рукар      |                         |            |
| 1983   | 2020   | Ален Курний    | Социалистическая партия |            |

## Экономика
В 2010 году среди 1145 человек трудоспособного возраста (15—64 лет) 830 были экономически активными, 315 — неактивными (показатель активности — 72,5 %, в 1999 году было 68,6 %). Из 830 активных жителей работали 760 человек (375 мужчин и 385 женщин), безработных было 70 (34 мужчины и 36 женщин). Среди 315 неактивных 84 человека были учениками или студентами, 149 — пенсионерами, 82 были неактивными по другим причинам.

## Достопримечательности
- Церковь Успения Пресвятой Богородицы (XII век). Исторический памятник с 1947 года[5]
- Кладбищенский фонарь (XII век). Исторический памятник с 1932 года[6]
- Замок Бовижье
- Замок Брёй (XV век)
- Замок Лафай (XVIII век)

## Города-побратимы
- Ивуар (Бельгия, с 1990)

## Фотогалерея

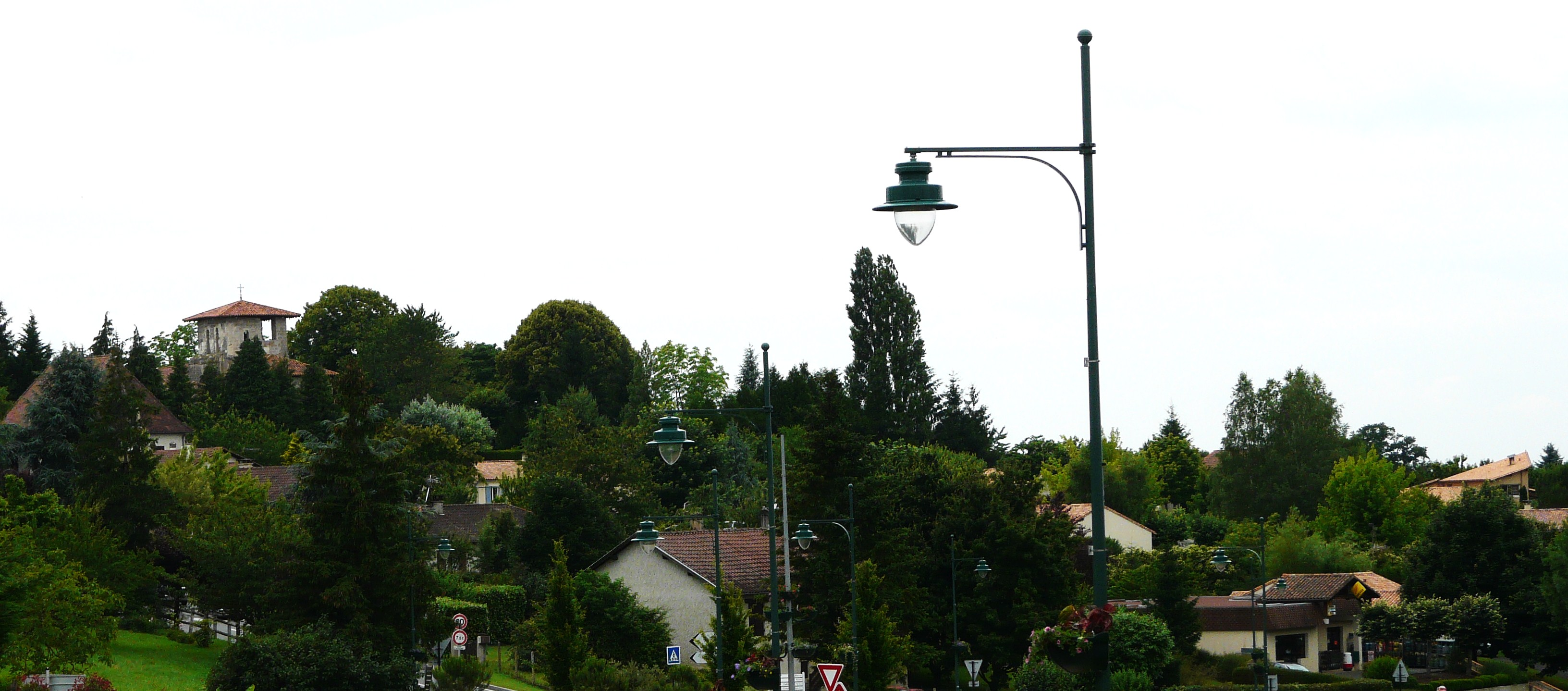
Атюр
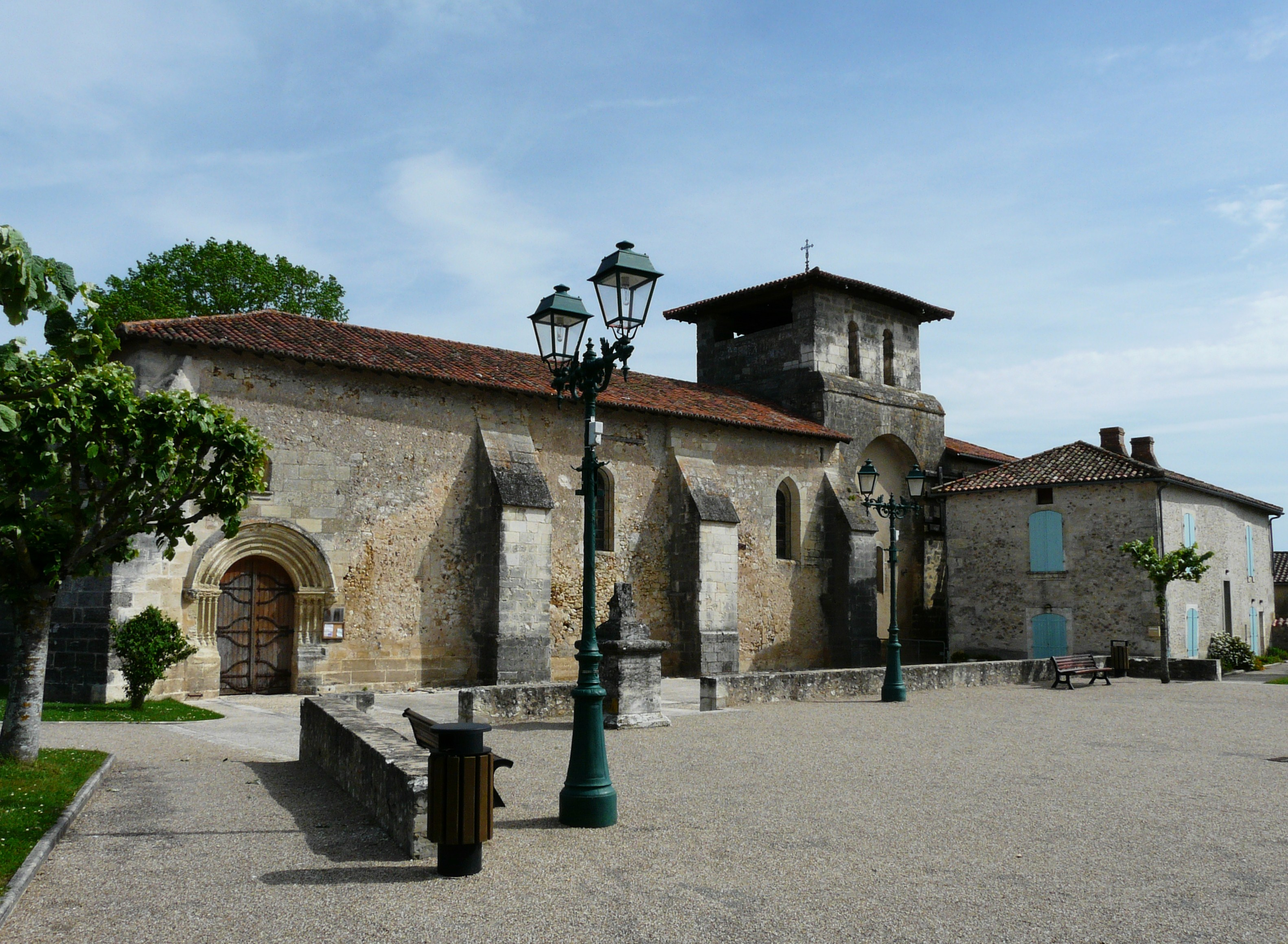
Церковь Успения Пресвятой Богородицы
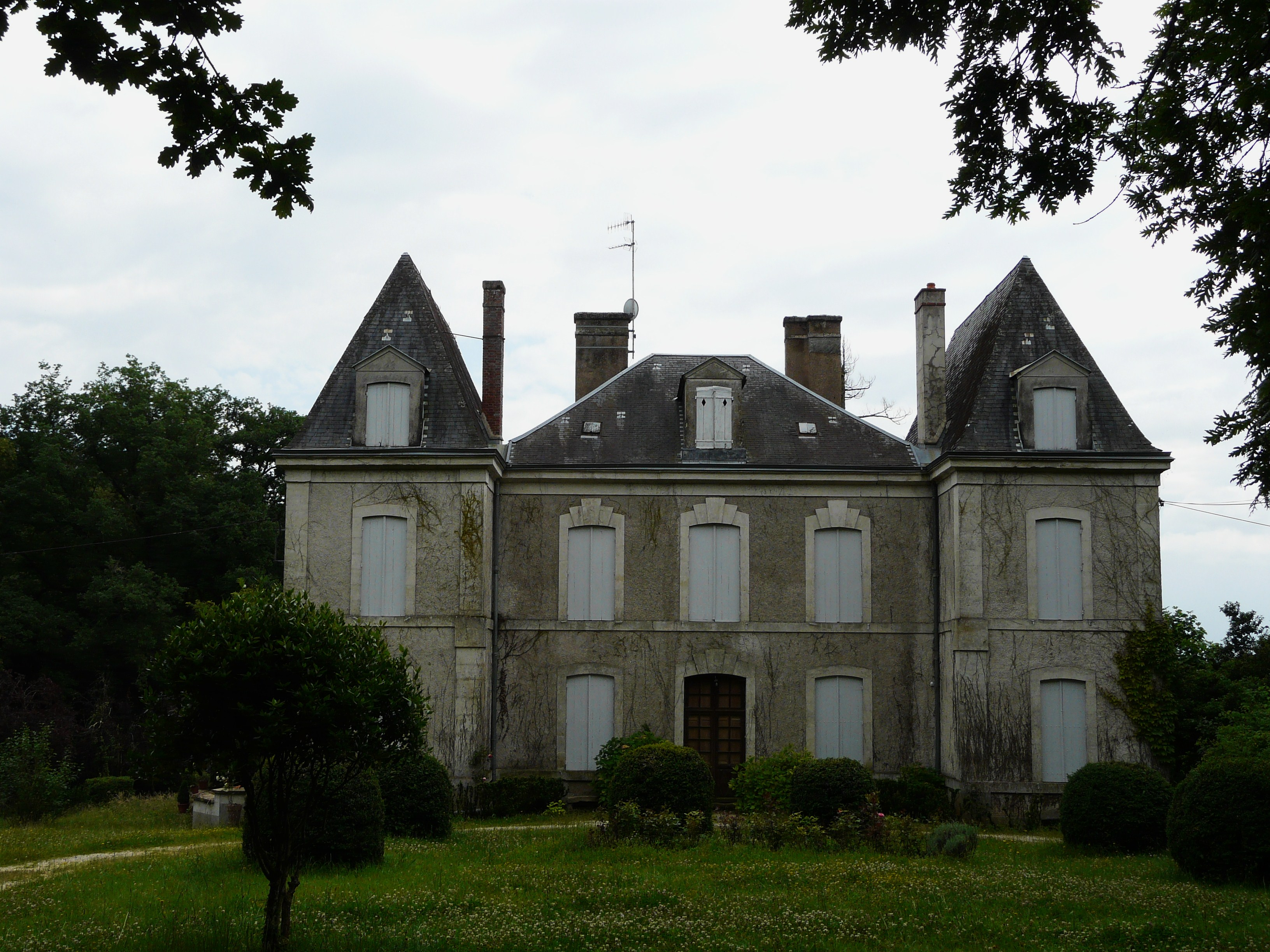
Замок Лафай
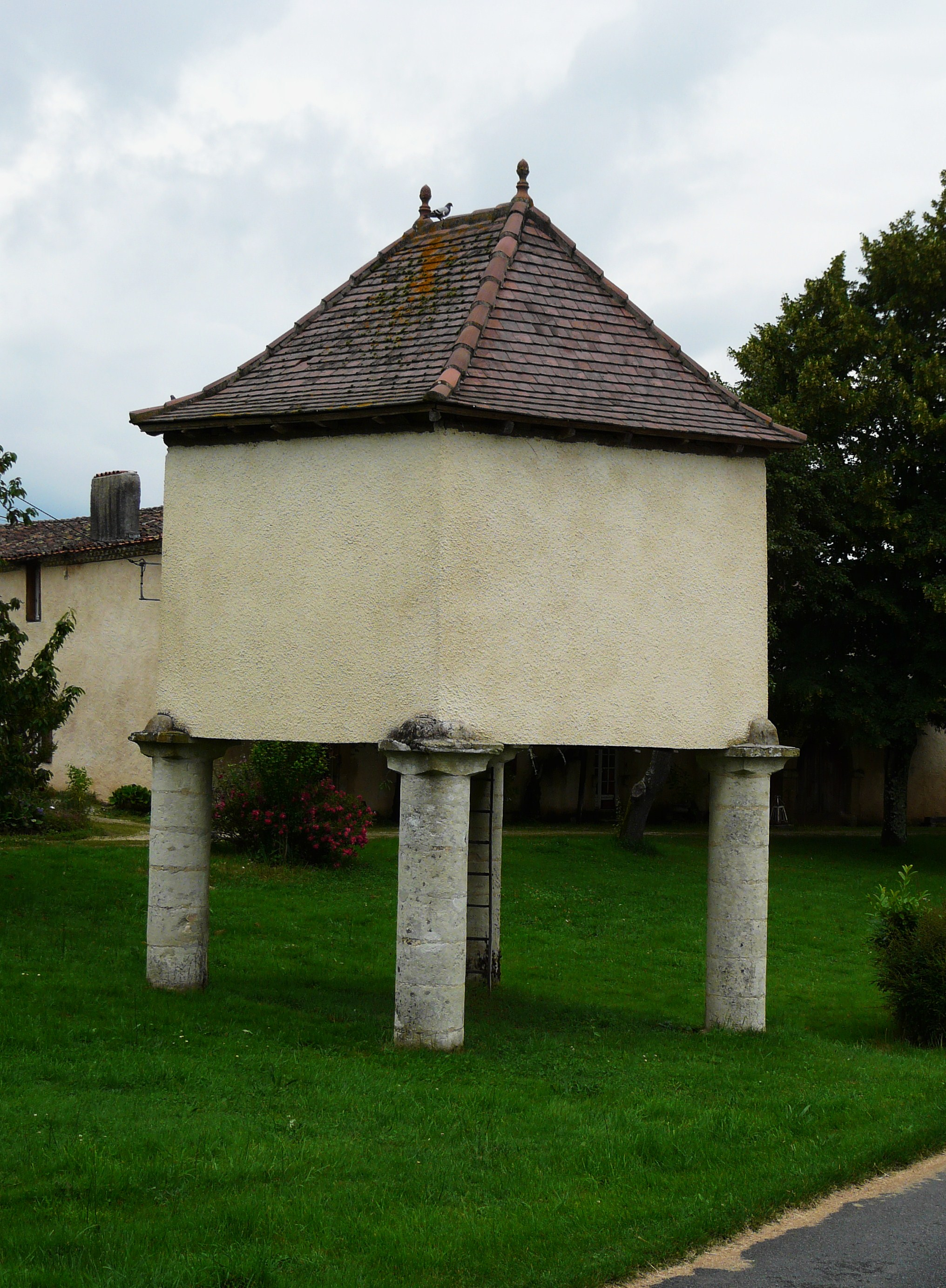
Голубятня
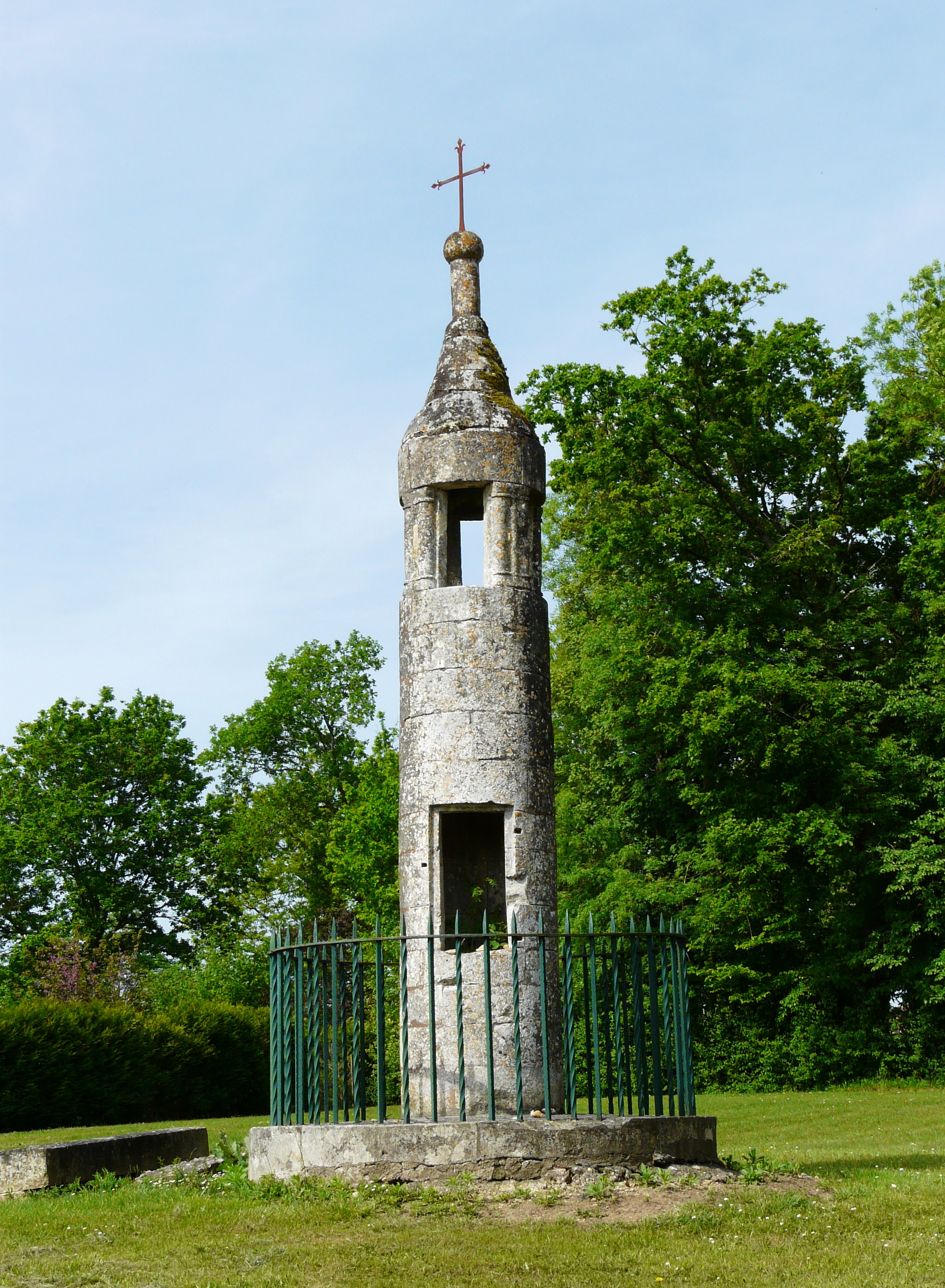
Кладбищенский фонарь